# Phyllodromica donskoffi
Phyllodromica donskoffi es una especie de cucaracha del género Phyllodromica, familia Ectobiidae. Fue descrita científicamente por Failla & Messina en 1989.
Habita en Argelia.